# الخط الزمني للحرب الأهلية السورية (مايو- أغسطس 2011)
هذه المقالة تتعلق بالحرب الأهلية السورية من أيار / مايو - آب / أغسطس 2011. وبالنسبة للفترات الزمنية الأخرى، انظر الجدول الزمني للحرب الأهلية السورية.
وفيما يلي جدول زمني للحرب الأهلية السورية من أيار / مايو إلى آب / أغسطس 2011، بما في ذلك تصاعد العنف في العديد من المدن السورية.

## الخط الزمنى

### 1–2 مايو
وظل المتظاهرون في جميع أنحاء سوريا متحديا على الرغم من عمليات الاعتقال والهجمات الكثيفة في درعا ودوما.
وواصل الجيش السوري قصف المنازل في درعا بالدبابات. ومع استمرار الحصار العسكري على درعا، زعم أن قوات الأمن في الأسد قتلت 40 مدنيا في مكان آخر في بلدة تلخخ. وبحلول 2 مايو / أيار، عبر 4000 شخص الحدود إلى لبنان.

#### 4 مايو
واستمر الحصار العسكري المميت على درعا. اشتدت عمليات الاعتقال في دمشق، وتوقعت احتجاجات كبيرة يوم الجمعة بعد صلاة.

#### 5 مايو – «حصار حمص»
منذ 15 مارس / آذار 2011، وفقا للبي بي سي، قتل 500 سوري و 2500 آخرين محتجزون. تم إرسال عشرات الدبابات اليوم إلى مدينة حمص السورية كجزء من الحملة. دهمت دبابات الجيش السوري سقبا وضواحي دمشق الأخرى. في دمشق، اعتقلت الحكومة 300 شخص.
الجيش السوري انسحبت من درعابحلول نهاية اليوم، استعد الجيش للسيطرة على بانياس.
وتجمع نحو 100 دبابة ونقل للقوات في مدينة الرستن بعد ان اطاح المتظاهرون المناهضون للحكومة بتمثال للرئيس السوري الراحل حافظ الاسد وتعهدوا بالمضي قدما في ثورتهم رغم الاعتقالات الواسعة التي قامت بها حكومة بشار الاسد.

#### 6 مايو – «جمعة التحدي»
في 6 مايو / أيار، بعد صلاة ظهر الجمعة، ارتفع المتظاهرون في المدن والبلدات في جميع أنحاء سوريا احتجاجا على الحكومة، وخاصة في ضواحي دمشق، والمدن الصغيرة في حمص وحماة وبانياس، وفي كردستان السورية. ويبدو أن الفيديو والصوت لقوات الأمن التي تستجيب، في بعض الحالات ذات القوة المميتة، على الإنترنت في غضون ساعة من بدء الاحتجاجات. وقيل إن أحد عشر من أفراد الجيش السوري قتلوا على يد جماعة مسلحة في حمص في هجوم على نقطة تفتيش عسكرية. وأبلغ عن مقتل ما لا يقل عن ثلاثة أشخاص وجرح 20 آخرين في حمص وحدها، مما أسفر عن مقتل 16 شخصا بين حمص وحماة، واحتجاز زعماء المعارضة معاذ الخطيب ورياض سيف على يد الشرطة السرية. واوضحت قناة الجزيرة ان قرابة سبعة الاف متظاهر كانوا يرتدون جنازات جنازة ويحملون زهور الزيتون والزهور تجمعوا في بانياس وتعهدوا «بالقاء الجيش سلميا». المدينة لبعض دقائق. شارك عدة آلاف من السوريين في مسيرة احتجاجية بالقرب من درعا، لكن قوات الأمن التي تحاصر المدينة رفضت السماح لهم بدخول الإمدادات لسكانها.
وفي أعقاب «يوم التحدي»، أفادت منظمة العفو الدولية أن الناشطين رزان زيتونة، وائل حماده، هيثم المالح، هند اللبواني، عمر اللبواني، جوان يوسف خورشيد، وليد البني، وسهير الأتاسي، اضطروا إلى الخوض.

#### 7 مايو – «حصار بني ياس»
بدأ الجيش السوري حصارا لبانياس، حيث قتل 6 مدنيين على الأقل في 7 مايو، بينهم 4 نساء.

#### 8 مايو – «حصار طفس»
وفي 8 مايو / أيار، قتل صبي يبلغ من العمر 12 عاما أثناء حملة قمع حكومية في حمص وألقي القبض على صبي يبلغ من العمر 10 سنوات، وادعى نشطاء مناهضون للحكومة. بدأ الجيش السوري حصارا على طفس، بالقرب من درعا، واعتقل ما لا يقل عن 250 شخصا هناك.

#### 9 مايو
واصل الجيش السوري منزله لإغارة منزله على بني ياس، طفس، حمص. وكانت عمليات الاعتقال جارية في دمشق أيضا، حيث سمع إطلاق النار.
الاتحاد الأوروبي يعاقب على حظر توريد الأسلحة وغيرها من العقوبات ضد سوريا، ولكن ليس ضد الرئيس الأسد.

#### 10 مايو
وأعد الجيش السوري حصارا على حماة، حيث استمر الحصار على بنياس وتفس وحمص ودمشق. فرض الاتحاد الأوروبي عقوبات على 13 من الأفراد الحكوميين بمن فيهم ماهر الأسد، شقيق بشار، الذي يقود كتائب الأمن. كما ستحل الكويت محل سوريا لتقديم عطاءات لعضوية مجلس حقوق الإنسان التابع للأمم المتحدة بسبب اضطهاد سوريا للمتظاهرين.

#### 11 مايو
وفي تصعيد الحصار المفروض على حمص، أرسلت الدبابات وبدأت في قصف المباني، حيث قتل 5 أشخاص على الأقل. وطلب الأمين العام للأمم المتحدة بان كي مون من الأمم المتحدة الوصول إلى درعا.

#### 12 مايو
وقد نفذت اعتقالات جماعية في حلب ضد الطلاب الذين احتجوا. واستمر حصار حمص وطفاس وبانياس. تم إرسال الدبابات نحو حماة. دايل، جاسم، والحارة كانت أيضا تحت الحصار من قبل الدبابات والقوات.

#### 13 مايو – «جمعة النساء الحرة»
وأفيد بأن بشار الأسد أمر الجيش السوري «بعدم إطلاق النار» على المتظاهرين قبل احتجاجات الجمعة المتوقعة. بدأت قوات الأمن في إقامة نقاط تفتيش وحواجز على الطرق في جميع أنحاء سوريا. وبدأت المظاهرات لأول مرة في حماة والقامشلي وحمص. وقد احتجت المدن الواقعة في شمال شرق كردستان على أن الأكراد يكثفون احتجاجاتهم. وتجمع الآلاف في درعا حيث أطلقت قوات الأمن طلقات تحذيرية. وتجمع الآلاف في دمشق، حيث كان وجود الشرطة كبيرا بشكل خاص، وخاصة في ضاحية الميدان، حيث تم نشر آلاف الضباط لمنعهم من الدخول إلى أجزاء أخرى من دمشق. وحاول الناس الاحتجاج في بانياس واللاذقية، لكنهم أصيبوا بالرصاص الحي.
ثلاثة أشخاص قتلوا برصاص قوات الأمن في حمص، 2 في دمشق، و 1 في درعا. وعلى الرغم من القمع المكثف والوجود الكبير للشرطة والجيش، يبدو أن قوة وكمية المتظاهرين في دمشق قد زادت فقط.

#### 14 مايو – «حصار تكلخ»
وواصلت الحكومة منع إرسال الأغذية إلى درعا، في محاولة لتجويع الناس لوقف احتجاجاتهم. وقد شن الجيش حصارا على «طلالخ»، مما أسفر عن مقتل أربعة مدنيين وإيفاد المئات للبحث عن لاجئين في لبنان. وحدثت احتجاجات في عدة مدن، منها درعا. اقيمت جنازات للمتظاهرين القتلى في ضواحي دمشق. دعا الأكراد الذين يحتجون في الشمال جميع قوات المعارضة داخل وخارج سوريا إلى التوحد في حزب واحد يهدف إلى نقل سوريا من ديكتاتورية إلى ديمقراطية.

#### 15 مايو - «المظاهرات على الحدود السورية الإسرائيلية»
مقتل 23 متظاهرا سوريا وإصابة 350 آخرين بنيران حية من القوات الإسرائيلية.

#### 16 مايو
واستمر حصار الجيش السوري في جميع أنحاء البلاد، وخاصة في تلكلخ، حيث قتل سبعة مدنيين على يد قناصة الجيش السوري عند محاولتهم عبور الحدود إلى لبنان. وبحلول هذه النقطة، عبور 000 5 شخص الحدود اللبنانية. وأفادت وسائل الإعلام الدولية أنه تم العثور على مقابر جماعية من قبل المزارعين في ضواحي درعا مع ما لا يقل عن 20 قتيلا في صفوفهم، قوات الأمن الرائدة على الفور إعادة فرض حظر التجول في المدينة المضطربة.

#### 17 مايو
وقتل رئيس قوات الأمن السياسي في حمص وأربعة ضباط آخرين من قبل جماعة مسلحة في تكلاخ. ارتفع عدد القتلى المدنيين من حصار الجيش السوري على طلالخ إلى 27 ألفا. حضر الجنازات المتظاهرين القتلى في دمشق في اليوم السابق. حاول طلاب الجامعة الاحتجاج في حلب، ولكن تفرقوا بوجود أمني هائل. دعا الناشطون إلى إضراب عام في سوريا ابتداء من يوم الأربعاء. وقال لاجئون سنيون للصحفيين إن العنف الطائفي قد اندلع في تكلاخ، مع اشتباكات شبه عسكرية علوية مع السكان السنة.

#### 19 مايو
لم يؤثر الإضراب العام على دمشق بشكل كبير، والذي غالبا ما يلقى باللوم على عامل الخوف. وشهدت مدن أخرى مستويات أكبر من الإضراب العام. فرضت الولايات المتحدة عقوبات على ستة من كبار المسؤولين في الحكومة السورية، بما في ذلك بشار الأسد. وبما أن المعارضة وعدت بمواصلة حملتها، كانت عمليات إطلاق النار واعتقال المتظاهرين مستمرة في سوريا، فضلا عن حصار ومجاعة تكلاخ.

#### 20 مايو – «جمعة الحرية»
وقتل أكثر من 23 شخصا، من بينهم طفلان، على أيدي قوات الأمن في جميع أنحاء سوريا. ووقعت معظم الوفيات في حمص. وللمرة الأولى، انضم إلى المسيحيين الآشوريين الاحتجاجات، على الرغم من اعتقال العديد منهم. وأحرق المتظاهرون مقر حزب البعث في البوكمال. وقتل أربعة متظاهرين في قطاع بيرزي بدمشق، حيث حاصرت قوات الأمنها وأوقفت الكهرباء. قتل 9 من المتظاهرين ال 23 في حماة، و 9 آخرين في كفر نبل. وشهد القامشلي احتجاجات كبيرة من قبل الأكراد. أما المدن الأخرى التي شهدت آلاف الاحتجاجات فهي حماة وحمص وسانامين وحسكة وعمودة ورأس العين وتل وبنياس واللاذقية.

#### 21 مايو
ارتفع عدد القتلى من الجمعة حتى السبت إلى 76. أطلقت قوات الأمن في حمص النار على جنازة، مما أسفر عن مقتل 22 من المشيعين. فيديو يدعى أنه يظهر جنود يجمعون جثث المتظاهرين السوريين ويسخرون منهم.

#### 24 مايو
وتقول منظمات حقوق الإنسان ان عدد القتلى المدنيين وصل إلى أكثر من 1100 شخص. وأكدوا أيضا أن الجنود الذين رفضوا إطلاق النار على المدنيين أعدموا على أيدي الجيش السوري. ويقال إن عددا كبيرا من جماعات المعارضة يخططون للاجتماع في تركيا في نهاية الشهر؛ في محاولة لانتخاب مجلس انتقالي، والتواصل مع المتظاهرين داخل البلاد، وتقديم المجتمع الدولي بديلا واضحا للأسد.

#### 26 مايو
وفي 26 مايو / أيار، أفادت صحيفة «هآرتس» أن الاحتجاجات اندلعت في مدينة أبو كمال الشرقية، حيث أحرق المتظاهرون صور كل من الأسد وزعيم حزب الله حسن نصر الله، الذي ألقى خطابا دعما للأسد في وقت سابق من الأسبوع. وقيل إن قوات الأمن انسحبت من المدينة الواقعة على الحدود العراقية. وبالإضافة إلى ذلك، أصيب خمسة متظاهرين في بلدة الزبداني على الحدود مع لبنان بعد أن أطلقت قوات الأمن النار على المتظاهرين. تردد أن 30 ألف متظاهر كانوا في بلدة الرستن، وهم يرددون شعارات معادية للأسد. وكان المتظاهرون يخططون لإطلاق المزيد من المظاهرات الكبيرة للاحتجاج على الأعمال الانتقامية التي تقوم بها القوات السورية ضد المدنيين السوريين بدلا من الدفاع عنها.

#### 27 مايو – «جمعة حماة الديار»
وقعت احتجاجات في جميع أنحاء البلاد على هذا «حماة الوطن» الجمعة (العربية: جمعة حماة الديار). وقتل ما مجموعه 7 متظاهرين. المدن التي احتجت على عدة آلاف منها في بانياس وبيرز وقاتنا ودير الزور والزبداني ودايل ودرعا وأبل كمال وحمص. احتج عشرات الآلاف في حماة.

#### 28 مايو – «حصار الرستن وتلبيسة»
وفي 28 أيار / مايو، دفع الجيش إلى بلدتي الرستن وتلبيسة. وزعمت المعارضة أن الجنود أطلقوا النار من الرشاشات والدبابات حيث انتشروا عبر تلبيسة وبدأوا في اقتحام المنازل واعتقال الناس. وبدأت العملية بعد أن قطعت السلطات جميع الاتصالات في المنطقة وأغلقت جميع قوات الأمن والجنود الطرق المؤدية إلى المدينتين.
وفي اليوم نفسه، ظهرت لقطات من مظاهرة احتجاج في درعا على موقع يوتيوب أظهرت أن أشخاصا يحملون صورة صبي يبلغ من العمر 13 عاما، حمزة علي الخطيب، الذي يزعم أن نشطاء المعارضة قد تعرضوا للتعذيب والقتل. قالت هيومن رايتس ووتش - التي دعت الحكومة للتحقيق في القضية - إن باحثا سوريا مع منظمتها تحدث إلى أحد الأقارب الذين أكدوا أن الصبي قد احتجز في 29 نيسان / أبريل أثناء مسيرة مناهضة للحكومة. وبعد ذلك بشهر، أعيدت جثته إلى الأسرة لدفنها، ويزعم أنها كانت مليئة بالرصاص؛ ركبته، الفك، والرقبة مكسورة. وتشويه الأعضاء التناسلية له. وأشارت مصادر إعلامية مختلفة إلى صفحة على الفيسبوك تكريما للصبي، فضلا عن تويتر وبلوق وظائف من الناشطين، في اقتراح أن القصة الناشئة عن الصبي قد أعاد تنشيط دعوات الاحتجاج و «يمكن أن تحفز حركة الاحتجاج المضطربة في البلاد»، والرسم مقارنات مع خالد سعيد في الثورة المصرية. وتبعت احتجاجات كبيرة في حماة وداريا، ولأول مرة في حلب، مع آلاف يرددون اسم حمزة. وادعى طبيب مدعو للظهور في محطة الدنيا التلفزيونية الموالية للحكومة أن الإصابات لا تتفق مع التعذيب وكان من الممكن أن تكون مزورة. في حين أن الحكومة السورية تمنع الوصول إلى وسائل الإعلام الأجنبية لتأكيد أو إنكار أي قصة أو حدث، قصة وفاة الصبي سافر بسرعة وبعيدة، وكان يقال الملهم بعض الذين لم يشاركوا سابقا للمشاركة في المظاهرات.

#### 30 مايو
وقيل إن 14 مدنيا قتلوا في سوريا على يد قوات الأمن في 30 أيار / مايو، من بينهم فتاة صغيرة. وشهدت المدن والبلدات في منطقتي درعا وحمص أشد الاحتجاجات. ردا على ذلك شن الجيش السوري هجمات وحصار على العديد من البلدات والقرى في حمص ودرعا، وخاصة بالقرب من حمص.

#### 31 مايو
في 31 مايو / أيار، أفادت وسائل الإعلام أن سكان مسلحين في الرستن والتلبيسة وضعوا مقاومة للجيش ولم يتمكن الجيش المحاصر من دخول البلدتين. وأفادت التقارير أن الجيش شن هجمات مدفعية على المدينتين.

### يونيو 2011

#### 2 يونيو
وقال شهود إن القوات السورية دمرت عددا من المباني في معقل الاحتجاج الرستن في 2 يونيو / حزيران. وأوضحت منظمات حقوق الإنسان أن عدد القتلى المدنيين من حملة القمع في منطقة الرستن يبلغ 41 شخصا أو أكثر، من بينهم فتيات صغيرتان. وأصدرت هيومن رايتس ووتش بيانا يؤكد فيه أن "النظام السوري نفذ سلسلة من الانتهاكات" المنهجية "ضد المتظاهرين" يمكن اعتبارهم جرائم ضد الإنسانية "، ويجب على الأمم المتحدة أن تتحمل الحكومة المسؤولية". وتقول هيومن رايتس ووتش هذه التصريحات في تقرير بعنوان "لم نر أبدا مثل هذا الرعب": جرائم ضد الإنسانية في درعا ".

#### 3 يونيو – «جمعة الأطفال»
في يوم الجمعة، الذي أطلق عليه اسم «جمعة الأطفال»، وقع أكبر احتجاج خارج درعا حتى الآن في حماة، مع حوالي 50 ألف متظاهر. وقعت احتجاجات في جميع أنحاء البلاد، بما في ذلك في ضواحي دمشق ودرعا. أغلقت الحكومة السورية معظم شبكة الإنترنت في سوريا، مما أدى إلى خفض حوالي 2/3 من أنشطة الإنترنت في سوريا.
قتل 64 شخصا في حماة وحدها من قبل قوات الأمن. وأدلت وزيرة الخارجية الأمريكية هيلاري كلينتون ببيان بأن الأسد على وشك أن يفقد شرعيته.

#### 4 يونيو
وقد أقيمت جنازات جماهيرية في حماة ومدن أخرى. وارتفع عدد القتلى من احتجاجات الجمعة إلى 72. وأرسلت الدبابات إلى حماة استعدادا لحصار آخر على المدينة.
وأفيد أن الحكومة السورية بدأت باستخدام طائرات الهليكوبتر الحربية على المتظاهرين، مما أسفر عن مقتل ما لا يقل عن 10 في الرستن.

#### 5 يونيو
مقتل 13 متظاهرا سوريا على يد قوات الأمن الإسرائيلية في مرتفعات الجولان المحتلة.

#### 6 يونيو
وأفاد التلفزيون الحكومي السوري أن 120 جنديا قتلوا في جسر الشغور من خلال ما وصفته وكالة الأنباء «العصابات المسلحة» بإطلاق كمين.

#### 10 يونيو – «جمعة العشائر» و«حصار جسر الشغور»
وفي 10 حزيران / يونيه، بدأ الجيش السوري عمليات عسكرية ضد بلدتي معرة النعمان وجسر الشغور بالقرب من الحدود الدولية مع تركيا. وتفيد التقارير بأن هذه العمليات شملت نشر القوات والدبابات والمدفعية وحتى طائرات الهليكوبتر الهجومية. وتدفق اللاجئون خارج المدن في محافظة إدلب، حيث زعم ما يزيد على 000 2 فرار إلى تركيا وأنقرة والأمم المتحدة. وقال ناشطون مناهضون للحكومة في إدلب إن 23 سوريا قتلوا، وكثير منهم جراء القصف والهجوم على مروة النعمان، وهو ما يبدو أنه هجوم انتقامي على مقتل عناصر من الشرطة قبل أيام. وسط العنف في الشمال الغربي، تجمع المتظاهرون في حلب، اللاذقية، ودمشق. وأفادت التقارير أن خمسين ناشطا طالبا اعتقلوا في حلب، وأطلق تسعة متظاهرين النار في اللاذقية، وقتل أربعة متظاهرين على الأقل في دمشق، فضلا عن متظاهرين آخرين في أماكن أخرى من البلاد. وزعمت الحكومة أن ضابط شرطة قتل في دمشق أيضا، لكن المتظاهرين قالوا إن احتجاجاتهم كانت سلمية ولم يتعرض أي فرد من أفراد قوات الأمن في الأسد للأذى. وأعدت بريطانيا وفرنسا قرارا للأمم المتحدة يدين القمع ضد المتظاهرين في سوريا. أدان رئيس الوزراء التركي رجب طيب أردوغان الحملة السورية ضد المتظاهرين وقال إن الجيش السوري ارتكب فظائع.
وادعي أن طفلا ثانيا يدعى تامر الشري، البالغ من العمر 15 عاما، قد تعرض للتعذيب والقتل على يد الشرطة السورية. ويدعى أن تامر الشري اختطف من قبل الشرطة وتعرض للتعذيب والقتل، في وفاة مماثلة لحادث حمزة الخطيب البالغ من العمر 13 عاما. ويزعم أن لقطات فيديو تظهر جثة الموتى البالغ من العمر 15 عاما .

#### 13 يونيو
بحلول 13 حزيران / يونيه، خرقت طائرات الهليكوبتر الحربية والدبابات بلدة جسر الشغور الفارغة تقريبا. غادر العديد من السكان المدينة، مع فرار الكثيرين إلى تركيا. وأفادت التقارير بأن الجيش السوري شارك في معركة مع بعض المنشقين عن الجيش، كما أكد بعض الشهود الذين تحدثوا مع الصحافة الدولية، وأجرى وا اعتقالات في البيت. وقال بعض الشهود إن المدنيين أصيبوا بالرصاص، بمن فيهم صبي يبلغ من العمر 16 عاما. وأفاد شهود آخرون بأن العديد من الجنود الذين جاءوا إلى جسر الشغور كانوا إيرانيين، على الرغم من أن الحكومة الإيرانية نفت مرارا أنها تقدم أي مساعدة عسكرية إلى سوريا لإخماد الانتفاضة. وأفيد بأن الجنود الذين رفضوا إطلاق النار على أشخاص، حتى لو أطلقوا النار في الجو، أعدموا.

#### 14 يونيو
فرع الأمن في جسر الشغور قد انشق إلى حد كبير، وقررت الحكومة السورية توسيع الحصار وتحيط بلدة مرمرة النعمان الشمالية.
وأرسل الجيش السوري قوات إلى أريحا، وأطلق النار على ستة مدنيين. كما توفي ستة مدنيين آخرين في دير الزور، عندما أطلقت قوات الأمن النار على المتظاهرين هناك. كما أرسل الجيش السوري إلى أبو كمال أيضا.
وأفاد صحافي وصل إلى درعا أن الجيش السوري قد أغلق معظم البلدة، ولن يسمح بأي إمدادات تأتي. وبالتالي، فإن درعا على وشك مواجهة المجاعة. هناك 5000 من السكان محتجزين في الملعب المحلي، ويستخدم الآن كمركز احتجاز.
ولأول مرة أدانت جامعة الدول العربية قمع سوريا وقمعها.

#### 16 يونيو
ومع استمرار الحصار المتظاهر وحصار الجيش السوري على دير الزور وجسر الشغور ودرعا، استعد الجيش السوري لإطلاق حصار على بلدة البوكمال على الحدود العراقية، ومدينة خان شيكون، والمدينة من مراسم النعمان. وقد فر الكثير من السكان المدنيين في بلدة معان النعمان من المدينة.
استقال رامي مخلوف، أغنى رجل أعمال سوري وصاحب شركة سيريتل، أكبر شركة هاتفية في سورية، من «القيام بأعمال خيرية» واستقال من الحياة التجارية. كان ماكلوف مقربا من الرئيس الأسد.
وأدان رئيس الأمم المتحدة بان كي مون الحملة العنيفة.
وقد خططت المعارضة السورية لمزيد من الاحتجاجات يوم الجمعة، في ما أسماه الجمعة صالح العلي. كان صالح العلي من العلويين السوريين المعروفين الذين قادوا التمرد السوري ضد الانتداب الفرنسي في أوائل القرن العشرين. وقالت المعارضة إنها تأمل في الحصول على دعم علوي للاحتجاجات.

#### 17 يونيو – «جمعة صالح العلي»
وقد ادعى المتظاهرون يوم الجمعة احتجاجهم على ان يكونوا الأكبر حتى الآن. ناشطون يقولون إن 19 شخصا قتلوا على الصعيد الوطني من قبل قوات الأمن، بما في ذلك أول وفاة في حلب. واحتج عشرات الآلاف في درعا، وكذلك في دير الزور وحمص وكيسوا وحماة، فضلا عن مدن أخرى. طرابلس، لبنان، شهدت مظاهرات مناهضة للحكومة السورية، حيث توفي شخصان في اشتباك بين السنة والعلويين. تم اعتقال ما مجموعه 2000 شخص في جسر الشغور، وقتل 130 مدنيا هناك.
وقال رامي عبد الرحمن رئيس المرصد السوري لحقوق الإنسان في لندن ان خمسة اشخاص قتلوا في حمص بعد ان اطلقت قوات الأمن النار على حشد من حوالى خمسة الاف شخص. وقالت وكالة الانباء السورية (سانا) ان أحد عناصر قوات الأمن قتل واصيب أكثر من 30 بجروح في اطلاق نار في حمص.
كما أفاد عبد الرحمن عن وقوع إصابات في بانياس بعد «إطلاق نار كثيف لتفريق المظاهرات» ومئات المتظاهرين في السويداء التي تفرقتها القوات السورية التي كانت تمارس النوادي. وقال أيضا إن هناك مظاهرات مناهضة للحكومة في محافظة درعا وجبله، وحادثان في هارستا واثنان في دير الزور. وأفادت سانا عن تجمعات في عدة مدن وبلدات بما في ذلك حماة ودير الزور، وقالت إن ستة من أفراد قوات الأمن أصيبوا عندما هاجم مسلحون مركز تجنيد في دير الزور.
وقال ناشطون آخرون وصلوا إلى وكالة فرانس برس في نيقوسيا عبر الهاتف إن شخصين قتلا في داعل في محافظة درعا وواحد في دوما. وقال شهود عيان لوكالة فرانس برس ان مسلحا قتل شرطيا واصيب أربعة اخرين على الاقل بعدما أطلق النار على مركز للشرطة في ركن الدين. في حادث منفصل، أفادت وكالة سانا عن إصابة ثلاثة من رجال الشرطة بإطلاق النار في حي القابون بدمشق.
وقال ناشطون أيضا إن هناك احتجاجات في اللاذقية ومعرة النعمان، وأن 4000 شخص قد أظهروا في القامشلي وحوالي 3 000 شخص في عمودة. وقال عبد الله الخليل، الناشط الحقوقي، إن 2500 شخص يتظاهرون في الرقة دون تدخل قوات الأمن.

#### 18 يونيو
اقتحم الجيش السوري بداما، على بعد كيلومترين فقط من الحدود التركية، وسيطرت على البلدة، مما أسفر عن اعتقال عشرات الأشخاص. وزعم اللاجئون أن الجنود كانوا يطلقون النار عشوائيا على سكان المدينة الذين بقوا وراءهم وظهروا في الشوارع. ردا على استخدام القوة المميتة في عمليات القمع األمنية في كل من محافظة إدلب وأماكن أخرى في سوريا، ورد أن المتظاهرين احتجوا طوال الليل في البوكمال ودير الزور ومضايا وحمص وحماة واللاذقية والعديد من أحياء دمشق في تحد ل حظر.

#### 19 يونيو
وقال المتحدث باسمهم جميل صائب في بيان قرب الحدود التركية إن نشطاء المعارضة أقاموا «المجلس الوطني» ل «قيادة الثورة السورية، التي تضم جميع الطوائف وممثلي القوى السياسية الوطنية داخل سوريا وخارجها».
قيل إن قوات الأمن السورية تمنع اللاجئين من الفرار إلى تركيا، كما أطلقت النار على أولئك الذين يحاولون جلب الإمدادات والإغاثة لهم. وقال النشطاء إن عدة آلاف منهم تم منعهم من مغادرة سوريا.

#### 20 يونيو
وقال الرئيس السوري بشار الاسد ان «الاسد» اطلقوا اللوم على «المخربين» و «المتآمرين الاجانب» و «المؤامرات الاجنبية» للاضطرابات، لكنه اعترف أيضا بان بعض مطالب المتظاهرين مشروعة. وقال ان الحكومة ملتزمة بالمضي قدما في «الاصلاحات»، وقال انه يعتزم الاجتماع مع «لجان» لمعالجة مسألة كيفية صياغة دستور جديد ومنح تنازلات أخرى. غير انه لم يحدد الخطوط العريضة لجدول زمنى أو اسم اى جماعات أو قادة معارضة معينة كان يسعى إلى الحصول عليها. كما عرض الأسد عفوا على المتظاهرين السلميين، لكنه حذر من أن الجيش سيواصل مطاردة «الإرهابيين»، وهو مصطلح استخدمه من قبل لوصف الأفراد المناهضين للحكومة التي يتهمها بالقيام بأعمال عنيفة. وقال الأسد في خطابه أن أكثر من 64 ألف شخص مطلوبون من الحكومة بتهم «الفتنة» و «الإرهاب». وقال الأسد أيضا إنه يمكن إجراء انتخابات برلمانية جديدة في آب / أغسطس، وسيتم تسليم إصلاحات غير محددة بحلول نهاية سبتمبر / أيلول.
وأفادت قناة الجزيرة أن اللاجئين في تركيا من الحملة العسكرية في شمال سوريا اندلعوا في مظاهرات معادية للأسد وأخفقوا بالإحباط لدى الرئيس بعد مشاهدة واستماع خطاب البث على نطاق واسع.
وبعد الخطاب، تجمع المتظاهرون في ضواحي دمشق واللاذقية وبانياس وحلب ودرعا وحمص وحماة وعدة مدن أخرى للتدليل ضد الحكومة. رفض الناشطون ادعاءات الأسد بالإصلاح، قائلا «لا حوار مع القتلة».
أرسلت الحكومة التركية مبعوثا إلى دمشق، الذي أعطى الحكومة السورية رسالة مفادها أنها يجب أن تزيل ماهر الأسد، الذي وصفه المبعوث ب «رئيس البلطجة» في سوريا.

#### 21 يونيو
وشجعت الحكومة السورية جميع أعضاء حزب البعث على استضافة تجمعات مؤيدة للأسد، مما أثار هذه التجمعات في عدة مدن في سوريا، ولا سيما في دمشق حيث احتل عشرات الآلاف الساحة المحلية. واحتجزت المعارضة السورية بعض التظاهرات المضادة التي تعرضت لهجوم من قبل قوات الأمن، مما أسفر عن مقتل 7 من المتظاهرين المناهضين للحكومة في حماة وحمص.

#### 22 يونيو
خوفا من تزايد المظاهرات المناهضة للحكومة في حلب، داهمت الشرطة حرم جامعة حلب واعتقلت العشرات. حاولت قوات الأمن الحد من تدفق الإمدادات والأشخاص من وإلى حلب من خلال إقامة حواجز الطرق على الطرق السريعة المحلية. رفضت المعارضة السورية مطالبات العفو الصادرة عن الأسد. ووقعت أعمال الشغب في سجن شمال سوريا عندما بدأت الحكومة الإفراج عن المجرمين اليوم المشترك بدلا من السجناء السياسيين، وفقا للسكان.

#### 23 يونيو
دعت المعارضة السورية إلى احتجاجات جماهيرية يوم الجمعة، تحت عنوان الجمعة من الشرعية المفقودة.

#### 24 يونيو – «جمعة الشرعية المفقودة»
وفي واحدة من أكبر هذه التظاهرات، وقعت مظاهرات جماهيرية جماهيرية في سوريا. وللمرة الأولى، بدأ الناس في وسط دمشق احتجاجا، حيث أطلقوا النار على الفور خارج المسجد المحلي، مما أسفر عن مقتل 6 أشخاص آخرين. وقتل 9 متظاهرين آخرين في أماكن أخرى في سوريا، ليصل العدد الإجمالي إلى 15 شخصا. ومع ذلك، تصل إلى 20. وقد وقعت أكبر مظاهرة بعد في حماة، حيث شارك ما يقدر بنحو 200,000 شخص. واحتج نحو 15 ألف شخص على الطريق السريع الذي يربط دمشق بحلب. كما احتجت ضاحية الزبداني في دمشق للمرة الأولى أيضا. ومن المدن الأخرى التي وقعت فيها مظاهرات حمص ودرعا واللاذقية والقامشلي أمودة والكسوة والقصير وغيرهم. أقامت الحكومة السورية معسكرات وحواجز طرق على الطرق القريبة من حلب خشية أي نزوح محتمل من هناك. توسع الاتحاد الأوروبي العقوبات على سوريا.

#### 25 يونيو
ارتفع عدد القتلى في احتجاجات الجمعة إلى 18. دخل الجيش السوري قرى في أقصى الشمال السوري، حيث فر القرويون إلى تركيا تحسبا لوصولهم. من خلال وضع قوات على الحدود، كان ينظر إليه دوليا باعتباره تهديدا محجوبا ضد تركيا.

#### 29 يونيو
ومع استمرار الاحتجاجات، استمر الجيش السوري في دخول ومهاجمة القرى في محافظة إدلب، مما أسفر عن مقتل أربعة أشخاص في قرية رامح. انتقل الجيش السوري أيضا إلى مارين، إحسيم، برشون، والبراء.

#### 30 يونيو – «بركان حلب»
كانت هناك مظاهرات في جميع أنحاء حلب، ثاني مدينة في سوريا، بما في ذلك أحياء مثل المشرق، سيف الدولة، الصخور، جميلة، باب النصر، باب الحديد، ساحة الجامعة وغيرها، وقتل المتظاهر. دعا ناشطون إلى جمعة أخرى من الاحتجاجات الجماهيرية، وهذه المرة أطلق عليها اسم يوم المغادرة.

### يوليو 2011

#### 1 يوليو – «جمعة الرحيل»
وشوهدت احتجاجات كبيرة في جميع أنحاء البلاد، في أكبر المظاهرات حتى الآن. وقيل إن أكثر من نصف مليون شخص قد انضموا إلى المظاهرة في حماة، مما يجعلها أكبر تجمع واحد حتى الآن. كما احتج عشرات الآلاف في أماكن أخرى، كما هو الحال في حمص.وقد خرج ما يقدر بنحو 10 آلاف شخص إلى الشوارع في حلب قبل سحق الاحتجاج من قبل قوات الأمن. وكان أكبر احتجاج في حلب حتى ذلك الحين. 6000 شخص أخذوا إلى الشوارع في حجر الأسود في دمشق. وكان هناك أيضا مسيرة مؤيدة للأسد خارج السفارة السورية في عمان، الأردن. قتل 28 شخصا في الاحتجاجات، ومعظمهم في إدلب.

#### 2 يوليو
أقيمت جنازة في حمص لخمسة متظاهرين قتلتهم قوات الأمن في حمص ودمشق وريفها في اليوم السابق، حضرها 7 آلاف من المشيعين. واستمرت مظاهرات الأسد المناهضة للحكومة في حماة ودير الزور ودوما وإدلب (على الرغم من الحصار) وتلبيسة واللاذقية والأدامية في حلب. وكانت هناك أيضا مظاهرات من قبل المجتمعات السورية في ستراسبورغ وليون في فرنسا.
وقد أرسلت الحكومة السورية تعزيزات عسكرية على الطريق الدولي دمشق - حلب، متوجهة شمالا. شوهدت أعمدة الدبابات على طريق حماة - حلب، بالقرب من خان شيخون في إدلب.

#### 3 يوليو
وبدأت الدبابات والقوات الحكومية في الانتشار حول حماة، مع تقارير عن إطلاق نار واعتقالات جماعية تجري في المدينة. استمرت المظاهرات المناهضة للأسد في دمشق وريفها، حيث قتل اثنان من المتظاهرين على أيدي الشرطة في ضاحية الحجر الأسود.

#### 5 يوليو
تم اعتقال عشرات الأشخاص في دمشق، وقتل الجيش السوري 11 شخصا في حماة.

#### 6 يوليو
وتدعو منظمة العفو الدولية الأمم المتحدة إلى التحقيق في سوريا، مدعية أن الحملة العنيفة ضد المتظاهرين قد تشكل جرائم ضد الإنسانية. ويأتي ذلك بعد أن تصدر المنظمة تقريرا يوثق عملية عسكرية في قرية تلخخ الغربية في أيار / مايو. وتزعم الحكومة السورية أن العديد من القتلى قتلوا على أيدي عصابات إجرامية.

#### 7 يوليو
ومن المقرر تنظيم يوم جمعة آخر من الاحتجاجات، وهذه المرة يطلق عليها اسم «لا حوار»، وهي محاولة من المعارضة للتأكيد على أنهم لا يعتقدون أن الحكومة السورية قادرة على الإصلاح، وأن الحوار سدى بسبب العدد الكبير من وفيات المتظاهرين. ارتفع عدد القتلى من حملة حماة إلى 22.

#### 8 يوليو – «جمعة لا للحوار»
وبحضور السفراء الفرنسيين والأمريكيين إلى سوريا، نظمت مظاهرة في ساحة العاصي في حماة، يقدر عددهم بنحو 500 ألف متظاهر. ووفقا للناشطين، كان أكبر تجمع منفرد للانتفاضة حتى الآن. كما وقعت مظاهرات في دمشق وريفها وحمص وإدلب ودير الزور واللاذقية والقامشلي ودرعا. وللمرة الأولى انتشرت الاضطرابات إلى وسط العاصمة دمشق حيث تم تصوير أجهزة الأمن لإطلاق النار على المتظاهرين على مسافة قريبة، وفقا لقطات لم يتم التحقق منها. وأفادت المعارضة أن 13 شخصا قتلوا خلال احتجاجات الجمعة، وأفيد أن أكثر من 40 شخصا قد أصيبوا بجراح.

#### 10 يوليو
شن الجيش السوري غارة في حمص، مما أسفر عن مقتل شخص واحد على الأقل. تم استدعاء الدبلوماسيين الأمريكيين والفرنسيين الذين شاركوا في مظاهرات الجمعة إلى وزارة الخارجية السورية. في دمشق خارج دمشق، فتح المسؤولون السوريون رسميا ما وصفوه بأنه حوار وطني يهدف إلى الانتقال إلى ديمقراطية متعددة الأحزاب. قاطع زعماء المعارضة هذا الحدث، قائلين أنه من الصريح إخفاء حملة الحكومة ضد المتظاهرين، وأنهم لن يشاركوا دون إنهاء الحملة.

#### 11 يوليو
هاجم مؤيدو الرئيس الأسد سفارتي فرنسا والولايات المتحدة في دمشق. وذكر مسؤول بالسفارة الأمريكية انه قد حدثت اضرار مادية، بيد انه لم يصب أحد. وقال المسؤول أيضا إن السلطات كانت بطيئة في الرد رغم تأكيدات الحكومة السورية بأن السفارة ستمنح الحماية الكافية. في السفارة الفرنسية، أطلق الحراس النار في الهواء لتفريق جمهور.
وانتقد السفير الأمريكي في سوريا روبرت ستيفن فورد الحكومة على صفحة السفارة على موقع فيسبوك قائلا: "في 9 يوليو / تموز، ألقت مجموعة منباك الصخور على سفارتنا، مما تسبب في بعض الأضرار، لجأوا إلى العنف، على عكس الناس في حماة، الذين بقوا سلميين ... ومدى السخرية من أن الحكومة السورية تسمح بمظاهرة مناهضة للولايات المتحدة تسير بحرية في حين أن البلطجية الأمنية هزموا المتظاهرين السلميين الذين يحملون سلما في أماكن أخرى.
أدانت وزيرة الخارجية الأميركية هيلاري كلينتون كل من الهجمات والحكومة القائمة، مشيرا إلى أن الأسد «فقد شرعيته»، وأن «الرئيس الأسد ليس أمرا لا غنى عنه، ولا يوجد لدينا أي شيء يستثمر فيه في البقاء في السلطة».

#### 13 يوليو
وقتل أربعة من سكان القرية على يد الجيش السوري في قرية جبل الزاوية.

#### 14 يوليو
قتلت قوات الأمن 8 متظاهرين في دير الزور، وسط إضراب واسع النطاق في تلك المدينة. كما قتل اثنان من المتظاهرين في حمص. و 1 في حلب.
ناشطون ناشطون يوم الجمعة الماضي للاحتجاجات، وهذه المرة يطلق عليها «حرية الحرية للرهائن»، في إشارة إلى مطالبهم للحكومة السورية بالإفراج عن أكثر من 12,000 متظاهر تم اعتقالهم واحتجازهم دون محاكمة حتى الآن.

#### 15 يوليو – «جمعة الحرية للرهائن»
وقعت احتجاجات جماهيرية. وأبلغ عن مقتل 28 مدنيا على الأقل من قبل قوات الأمن السورية. وكانت الاحتجاجات واسعة الانتشار، ولا سيما في دمشق وريفها، حمص، القامشلي، درعا، اللاذقية، إدلب، والرقة. وخرج 700 ألف شخص في ساحة الشهداء في حماة، و 350 ألفا في محافظة دير الزور الشرقية، و 20,000 في حلب. ظهرت المجتمعات السورية في الخارج أمام سفارات بلدانهم.

#### 16 يوليو
وفي بلدة أبو كمال، على الحدود مع العراق، قتل خمسة من المتظاهرين على يد الجيش السوري. وبعد يوم، خرج الآلاف من الناس إلى الشوارع قبل أن يحاول الجيش التدخل لقمع المظاهرات. لكنهم فشلوا في القيام بذلك لأن المتظاهرين كانوا أكبر حجما. وافادت الانباء ان 100 من عملاء المخابرات الجوية وطاقم أربعة مدرعة على الاقل انشقوا إلى المعارضة. كما ادعى الناشطون أن المتظاهرين تمكنوا من التقاط عدة دبابات ومدرعات وأسلحة من الجيش. وذكرت الحكومة أن ثلاثة جنود قتلوا في الاشتباكات. وبعد التوصل إلى اتفاق بين المتظاهرين والجيش، تم تسليم بعض المركبات العسكرية والأسلحة التي تم الاستيلاء عليها.

#### 17 يوليو
وأثناء القتال بين فصائل حمص قتل 30 شخصا. في الوقت نفسه، دخل الجيش بعض القرى في ريف حلب، وفقا للناشطين على شبكة الإنترنت.
وانشق بعض الجنود بناقلاتهم المدرعة وانضموا إلى المتظاهرين، كما فعل ما لا يقل عن 100 من أفراد القوات الجوية في بلدة بالقرب من الحدود العراقية.

#### 18 يوليو
الاستمرار في جنازة شهداء القابون والمظاهرات مساء في حرستا والعمليات العسكرية في حمص.

#### 21 يوليو
وأرسل الجيش السوري إلى حمص حيث أطلقوا الرشاشات عشوائيا على أي شخص في الشوارع. وقتل ما لا يقل عن 40 مدنيا. كما أجرى الجيش السوري عمليات اعتقال وغارات.
دعا الناشطون إلى يوم الجمعة الماضي للاحتجاجات، وهذه المرة أطلق عليها اسم خالد بن الوليد، بعد قائد عسكري مسلم من العصور الوسطى دفن في حمص.

#### 22 يوليو – «جمعة أحفاد خالد بن الوليد»
ووقعت احتجاجات جماهيرية، مع ما لا يقل عن 000 450 متظاهر في دير الزور، و 000 650 في حماة. كما احتج عشرات الآلاف في مدن أخرى، شمال شرق كردستان ودرعا والساحل السوري وحلب وحمص. تم إرسال الجيش السوري إلى المنطقة الوسطى من دمشق حيث قاموا باعتقالات ومنعوا أي شخص من التجمع. وقتل 8 أشخاص على يد الجيش السوري معظمهم في حلب يوم الجمعة.

#### 23 يوليو
ووقعت مظاهرات عديدة أمام السفارات السورية في الخارج للتنديد بقمع المتظاهرين السلميين من قبل السلطات.

#### 26 يوليو
ومع استمرار الاحتجاجات، اقتحم الجيش السوري ضاحية كاناكير في دمشق بالدبابات، مما أسفر عن مقتل 8 مدنيين. اعتقلت قوات الأمن ما لا يقل عن 250 شخصا، كل ذلك في محاولة لإخضاع المعارضة في دمشق قبل حلول شهر رمضان، حيث من المتوقع أن تتزايد الاحتجاجات.

#### 28 يوليو
اجتاحت قوات الأمن أحياء دمشق مرة أخرى، مما أسفر عن مقتل أربعة أشخاص وإجراء عمليات اعتقال جماعية. دعا الناشطون إلى احتجاجات جماهيرية جماعية تحت اسم «صمتكم يقتلونا» في محاولة لتشجيع الأغلبية الصامتة من سكان سوريا على التقيد مع المتظاهرين المناهضين للأسد.

#### 29 يوليو – «جمعة الصمت يقتلنا»
وتبع ذلك احتجاجات ضخمة عندما أطلقت قوات الأمن حملات قمع واسعة النطاق. قتل 20 متظاهرا في جميع أنحاء سوريا، ولا سيما في دير الزور، حيث حاولت الحكومة وقف التجمعات الجماهيرية. وأرسل الجيش السوري إلى المدينة بالدبابات وأطلق النار على المتظاهرين بالذخيرة الحية، في حين شهدت درعا واللاذقية أيضا وفيات متظاهرين. ومن الأماكن الأخرى التي احتجت فيها حماه وحمص والقامشلي وحلب. أجرى الجيش السوري اعتقالات جماهيرية في العاصمة دمشق. رد الجيش السوري الوحشي كان واحدا من أشدها منذ حزيران / يونيو. وادعى عقيد في الجيش السوري أنه انشق إلى المعارضة إلى جانب «مئات» من الأفراد العسكريين الآخرين في مدينة دير الزور، ووصف مجموعته الجيش السوري الحر.

#### 31 يوليو
وعلى ما يبدو أنه اليوم الأكثر دموية في الانتفاضة حتى الآن، قتل 136 شخصا على الأقل في جميع أنحاء البلاد مع قيام القوات السورية والقناصة والقوات بقصف دير الزور وحماة وحراك وأبو كمال. وكانت الحملة حملة واضحة لوقف زخم حركة الاحتجاج قبل شهر رمضان المبارك. وزعمت الحكومة السورية أن عملياتها العسكرية كانت ردا على عصابات مسلحة مهاجمة المباني وإجبار الناس على الاحتجاج، والمزاعم التي رفضها المتظاهرون والدبلوماسيون الأمريكيون داخل البلاد.

### أغسطس 2011

#### 3 أغسطس
بعد تزايد العنف في الأيام السابقة، أدان مجلس الأمن الدولي لأول مرة انتهاكات حقوق الإنسان ضد المتظاهرين السوريين. قتل 45 شخصا في حماة في 3 أغسطس / آب.

#### 4 أغسطس
أصدر الأسد مرسوما يأذن بتشكيل أحزاب سياسية متعددة في سوريا، فضلا عن الإصلاحات الانتخابية التي تهدف إلى إرضاء المتظاهرين. وعلى الرغم من ذلك، فقد اشتدت حملة حماه، مما أدى إلى مقتل أكثر من 200 شخص في حماة منذ 31 يوليو / تموز. وتعاني حماة الآن من انقطاع التيار الكهربائي على نطاق واسع، فضلا عن الحصار المفروض على الإمدادات الغذائية والطبية الأساسية. وتعتزم المعارضة السورية يوم جمعة أخرى من الاحتجاجات الجماهيرية المسماة «جمعة الله معنا».

#### 5 أغسطس – «جمعة الله معنا»
ووقعت احتجاجات جماهيرية احتجاجات الجمعة، منها 30 الف احتجاج في دير الزور. تم قمع قمة تماما، مما يجعل من الصعب على الناس أن يحشد هناك. وخرج المواطنون في القامشلي وحلب ودرعا وحمص وضواحي ووسط دمشق للاحتجاج تضامنا مع حماة. قتل 24 مدنيا على يد قوات الأمن، بينهم 5 في دمشق.

#### 6 أغسطس
دخل الجيش السوري حمص ودير الزور بالدبابات في محاولة لوقف الناس عن التجمع. وقالت تركيا انها سترسل وزير خارجيتها إلى دمشق لتقديم مطالب الحكومة التركية بانهاء الحملة، بينما ادان مجلس التعاون الخليجى أعمال العنف في بيان مشترك للدول الاعضاء في مجلس التعاون الخليجى. كما أدان الأمين العام للأمم المتحدة بان كي مون العنف.

#### 7 أغسطس
وقد قتل أكثر من 70 شخصا في سوريا، وفقا لمجموعات حقوق الإنسان المحلية. وقتل أكثر من 50 شخصا في دير الزور وحدها. وألقي القبض على العشرات، كما أبلغ عن استخدام قذائف الهاون والدبابات لقصف الأحياء. أدانت جامعة الدول العربية أعمال الحكومة السورية لأول مرة.

#### 8 أغسطس
بعد منتصف الليل مباشرة، ألقى الملك عبد الله، ملك المملكة العربية السعودية، خطابا متلفزا يدين الحكومة السورية بالقمع. وقال الملك السعودي ان السعودية تستدعي سفيرها في سوريا. وحذر الأسد من إجراء إصلاحات كبرى وإلا فإن سوريا «ستنزل إلى أعماق الاضطرابات والخسائر». كما أشارت البحرين في وقت لاحق إلى سفراءها، وقالت إن قمة دول مجلس التعاون الخليجي ستعقد قريبا لتحديد مسار عمل موحد للاستجابة للأحداث في سوريا. وقتلت الأم وطفلها في دير الزور على يد القوات السورية التي اقتحمت المدينة خلال فجر أدهان، وفقا للمرصد السوري لحقوق الإنسان. وورد أن الهجوم على دير الزور استمر حتى الظهر. كما دخل الجنود إلى معرة النعمان في شمال سوريا من الشرق، وطوقوا المدينة بسرعة، ومنعوا أي شخص من الدخول أو الخروج، وفقا لما ذكرته لجنة المعارضة المحلية في بيان. كما قتل سبعة أشخاص كانوا يحضرون جنازة في درعا عندما هاجمت قوات الأمن الموكب، مما أدى إلى إصابة العشرات. وأدى الحادث المميت إلى احتجاجات في وقت متأخر من الليل في المدينة، حيث قال متظاهرون إنهم احتجزوا الشرطة مسؤولية العنف. وقال رئيس المنظمة العربية لحقوق الإنسان إن 24 شخصا قتلوا في جميع أنحاء البلاد خلال النهار، في حين قال مساعد الأمين العام للشؤون السياسية أوسكار فرنانديز - تارانكو إن 87 مدنيا قتلوا على يد القوات السورية. قامت المجموعة المجهولة على الإنترنت بتفكيك موقع وزارة الدفاع السورية برسالة تحث أعضاء الجيش السوري على عرقلة والتعبير عن تضامنهم مع المتظاهرين. أقال الرئيس الأسد وزير الدفاع علي حبيب محمود وحل محله الجنرال داوود رجيحة، رئيس أركان الجيش السوري، بسبب تدهور الصحة علي حبيب محمود.

#### 9 أغسطس
وأفادت مجموعة معارضة بأن القوات السورية تهاجم مدينة سرمين، وهي بلدة في محافظة إدلب، فجر من ثلاثة جهات، وتقوم بغارات واعتقال السكان. وقيل إن الدبابات تنشر في إدلب وعاصمتها. واستمر حصار دير الزور مع قصف بالدبابات في حي الحويكة، وأبلغ عن 15 حالة وفاة على األقل في المدينة، إلى جانب اثنين آخرين في مكان آخر في محافظة إدلب. كما كانت هناك تقارير دقيقة عن العمليات العسكرية بالقرب من البوكمال، بالقرب من الحدود العراقية. وقتل خمسة في حماة، بينهم طفلان من نفس العائلة. كما اعتدت القوات السورية على بنش في انتقام واضح ل «مسيرات ليلية واسعة بعد صلاة رمضان»، بحسب أحد السكان المحليين، مما أدى إلى مقتل أربعة من القرويين.
واكدت مواقع المعارضة ان وزير الدفاع السوري السابق علي حبيب محمود عثر عليه في منزله. وقال متحدث باسم الحكومة السورية في البداية إنه توفي بسبب «مرض»، في حين اتهمت المعارضة الحكومة السورية بإعدامه. ووفقا للمعارضة، بدأ علي حبيب يرفض إرسال الجيش إلى المدن لأنه يخشى زيادة الانشقاقات، وأنه قتل. ومع ذلك، ظهر على شاشات التلفزيون السورية بعد وفاته المفترض أن ينكر أنه أطلق أو قتل، قائلا إنه استقال بسبب المرض.
اجتمع وزير الخارجية التركي أحمد داود أوغلو مع الرئيس بشار الأسد لأكثر من ساعتين وتحدث مع مسؤولين سوريين آخرين لمدة أربع ساعات إضافية قبل مغادرة سوريا دون الإدلاء ببيان. وقال الأسد لداود أوغلو خلال الاجتماع إن حكومته «لن تتكاتف في متابعة الجماعات الإرهابية من أجل حماية استقرار البلاد وأمن المواطنين»، لكنه قال إنه لا يزال ملتزما بإجراء الإصلاحات. وقال داود أوغلو لدى عودته إلى تركيا إن حكومته ستواصل العلاقات مع دمشق، لكنه قال إنه حث الأسد على اتخاذ «خطوات ملموسة» لإنهاء العنف دون الرد على ما إذا كان الأسد قد وافق على ذلك. وفي الوقت نفسه، انتقدت مصر بشدة الحكومة السورية لإصلاحاتها الواعدة مع استمرار العنف، حيث دعا وزير الخارجية محمد كامل عمرو إلى إجراء مثل هذه الإصلاحات «دون جدوى». وطالب عمرو بإنهاء الحملة وقال إن الأسد والسكان السوريين يجب أن ينخرطوا في حوار وطني شامل.
في هجوم الكتروني انتقامي لقرصنة موقع وزارة الدفاع، تم اختراق موقع على شبكة الإنترنت من قبل أنونيموس من قبل أنصار الحكومة السورية، الذين وضعوا صور من الجثث المحترقة ورسالة يزعم الضحايا هم الجنود السوريين والمدنيين الذين قتلهم أعضاء الإخوان المسلمين على الصفحة.

#### 10 أغسطس
واعلن المرصد السوري لحقوق الإنسان مقتل شخص واصابة 13 اخرين بجروح في عمليات عسكرية مدعومة بعشرات المدرعات في بلدتي سارمين وتافتناز. وفي الوقت نفسه، يبدو أن الجيش يختتم حصار حماة، وسحب 40 ناقلة جنود محملة بالهتاف الجنود من وسط المدينة، وفقا لصحفي في جولة نظمتها الحكومة. وأشاد رئيس الوزراء التركي رجب طيب أردوغان بالانسحاب وإمكانية الوصول إلى وسائل الإعلام، وكلاهما حث داوود أوغلو في اليوم السابق على أنه «علامة على أن مبادرتنا تحقق نتائج». ومع ذلك، في وقت لاحق اليوم قررت الحكومة السورية إعادة الدبابات إلى حماة، وألغت الانسحاب. كما أعلنت الحكومة انسحابها من أريحا. وقتل 17 شخصا وجرح 20 آخرون على يد القوات السورية في حمص بعد أن أطلق الجيش النار على المتظاهرين، كما قال ناشطون لوكالة فرانس برس عن طريق الهاتف.
قارن السفير السوري لدى الأمم المتحدة بشار الجعفري الوضع في سوريا باعمال الشغب الانكليزيه الحالية وقال انه كما في المملكة المتحدة ودول أخرى، الحكومة السورية منتخبة ديموقراطيا وليس «نظام». ورفض ممثل المملكة المتحدة بشدة حجة الجعفري قائلا: «في سوريا، لديك وضع حيث يتعرض الآلاف من المدنيين العزل للاعتداء، وكثير منهم قتلوا، وهذه المقارنة التي أجراها السفير السوري هي سخيفة».
في خطوة اعتبرت صحيفة نيويورك تايمز غير مسبوقة في السابق، أعلن 41 من قادة البعث السابقين والمسؤولين الحكوميين الحاليين مبادرة للانتقال السياسي، وحثوا على إنهاء الحملة العسكرية ضد المتظاهرين. قادهم محمد سلمان، وزير الإعلام السابق الذي له علاقات وثيقة مع الأسد.

#### 11 أغسطس
وأفاد أحد سكان بلدة سراقب، الواقعة بالقرب من الحدود التركية، أن أكثر من 60 مركبة، منها 14 دبابة أو ناقلة جنود مفخخة، دخلت المدينة. ووفقا للتقرير، بدأ الجنود السوريون يطلقون النار بشكل عشوائي ويحتجزون السكان بشكل جماعي. وأيدت لجان التنسيق المحلية المعارضة التقرير. وفي القصير في محافظة حمص، أفادت التقارير بأن أحد عشر شخصا قتلوا فيما اقتحم الجيش البلدة. وقال افاز ان اثنين من سكان حماة قتلوا. وكانت بلدة المصيفرة موقعا لعمليات عسكرية عند الفجر. كما قصف الجيش حيين على الأقل في دير الزور، وفقا لما ذكره آفاز.
المزيد من الاحتجاجات الجماهيرية الجماهيرية يتم التخطيط لها من قبل المعارضة السورية، وهذه المرة تحت عنوان "الجمعة" لن ننحني إلا الله ".

#### 12 أغسطس – «جمعة نحن لن نركع إلا لله'»
واستمرت الاحتجاجات الجماهيرية حيث أفادت التقارير أن ثلاثة وعشرين شخصا قتلوا على يد القوات السورية في جميع أنحاء البلاد، بما في ذلك خمسة في صقبا ودوما، ضواحي دمشق، عندما أطلقت قوات الأمن النار على المتظاهرين قبل وقت قصير من صلاة الجمعة. وقتلت القوات المتظاهرين في درعا ودير الزور وإدلب وحلب وحمص وحماة وأماكن أخرى، بحسب ناشطين. كما زعم أنهم أطلقوا النار على متظاهرين في منطقة ميدان بدمشق. وأفادت لجان التنسيق المحلية من حلب أن الشبيحة، أو المليشيات الموالية للحكومة الموالية للحكومة، ضربت وطعنت عشرات الأشخاص في مظاهرة احتجاجية على مئات الأشخاص في أكبر مدينة في سوريا. مشهد مشابه لعب في الزبداني، كما ادعى سكان، حيث تم أيضا الإبلاغ عن إطلاق النار على مسجد محلي. وعلى الرغم من القمع الأمني على مدينة حمص، هناك ما يقرب من 20,000 شخص احتجوا هناك بعد صلاة.

#### 13 أغسطس
دخل الجيش السوري اللاذقية مع أكثر من 20 دبابة وناقلة جنود مفخخة وقتل ما لا يقل عن اثنين من المدنيين، وفقا لنشطاء. وقال ناشطون في دير الزور أيضا إن طفلا قتل على يد قناص. ونقلت صحيفة «هريت ديلي نيوز» اليومية التركية عن مسؤول كبير في الحكومة التركية يتحدث عن عدم ذكر اسمه ان التدخل العسكري في سوريا بقيادة تركيا هو خيار. وأشار التقرير إلى أن أنقرة تشعر بالتوتر بشأن التوتر الطائفي في سوريا، مما يثير حالة غير مستقرة بالفعل في العراق المجاورة، والتي شهدت أيضا احتجاجات كجزء من موجة الربيع العربي الثورية. كما أبلغت اللجنة عن وفاة في القصير، وفاة في داريا، ووفاة في حماة.

#### 14 أغسطس
قالت لجنة الأمن القومي إنه حتى مع استمرار هجوم المدفعية على الجيش، أطلقت القوات البحرية السورية النار على اللاذقية مع زوارق حربية قبالة ساحل البحر الأبيض المتوسط، مما أسفر عن مقتل ما لا يقل عن 28، وفقا للاتحاد التنسيقي للثورة السورية. وقتل ثمانية مدنيين اخرين في اماكن أخرى في البلاد، مما ادى إلى مقتل 36 شخصا على الاقل، وفقا لما ذكره نشطاء حقوق الإنسان وناشطون مؤيدون للديمقراطية. وأعلنت الأنباء السورية عن مقتل شرطيين وستة مجرمين مسلحين في اللاذقية.

#### 15 أغسطس
وقيل إن أربعة إلى ستة مدنيين آخرين قتلوا في اللاذقية مع استمرار الحصار. وطالب وزير الخارجية التركي أحمد داوود أوغلو بوقف الحملة العنيفة التي تقوم بها الحكومة السورية «فورا وبدون شروط أو أعذار ... ولن يكون هناك شيء آخر لمناقشة الخطوات التي ستتخذ». وقال المرصد السوري لحقوق الإنسان انه في حولة قتل رجل مسن برصاص قناص بينما بدأ الجيش عملياته في البلدة. ودعت ألمانيا الاتحاد الأوروبي إلى اتخاذ إجراءات أقوى ضد إدارة الأسد من خلال تعزيز العقوبات. وكان مخيم للاجئين الفلسطينيين من بين أهداف القصف والمقيمين والنشطاء والأونروا، ووجهت إدانة حادة من منظمة التحرير الفلسطينية، من بين مجموعات أخرى. وقتل 12 شخصا في حمص بعد احتجاجات ما بعد الإفطار، وفقا لما ذكرته قناة الجزيرة نقلا عن مصادر لم تذكر اسمها.

#### 16 أغسطس
وقالت آفاز إنها قد تؤكد مقتل تسعة أشخاص في اللاذقية خلال النهار، وفقا لما ذكرته قناة الجزيرة. وأفاد السكان بأن نهب الشبيحة في حي الرمل، حيث يوجد مخيم اللاجئين الفلسطينيين، فضلا عن تطهير الجثث وأغلفة الرصاص، وغيرها من علامات إطلاق النار، وقال إن آلاف الأشخاص كانوا يحاولون الفرار، أو احتجزوا أو أجبروا على البقاء في المدينة. وقال أحد السكان إنه يخشى أن يتم تجريف حيه على الأرض. نفت الحكومة التركية خططها لإنشاء منطقة عازلة حدودية، لكنها قالت إنها بصدد وضع خطط لمجريات عملها المقبلة إذا استمرت الحملة. تم تنظيم مظاهرات ليلية في حمص والبوكمال وعدة ضواحي دمشق، من بين أماكن أخرى في سوريا، في تحد للعمليات الأمنية.

#### 17 أغسطس
وزعمت الحكومة السورية انسحابها من اللاذقية ودير الزور، لكن داوود أوغلو اعترض على ذلك قائلا إن القوات السورية بقيت في دير الزور وغيرها من مراكز الاحتجاج. واكد مجددا موقف تركيا بانه «يجب وقف سفك الدماء» وحذرت من ان «تركيا لا تستطيع بالطبع ان تظل غير مبالية» إذا استمرت الحملة. وقد قارن رئيس الوزراء التركي رجب طيب أردوغان الوضع بالحرب الأهلية في ليبيا، وأخفف من إحباطه من الحكومة السورية قائلا: «لقد أرسلت وزير خارجيتي، واتصل شخصيا بمرات عديدة، وكان آخرها منذ ثلاثة أيام على الرغم من كل ذلك، لا يزال المدنيون يقتلون». انسحبت الحكومة الانتقالية في تونس بعد الثورة سفيرها من دمشق لإجراء«مشاورات». وأفادت الأمم المتحدة أنه في محادثة هاتفية مع الأمين العام بان كي مون، ادعى الأسد أن جميع عمليات الشرطة والعمليات العسكرية ضد المتظاهرين قد توقفت. على الرغم من تأكيد الأسد، أفاد نشطاء ما بين 9 و 16 قتيلا من المتظاهرين في حمص، وقال إن معظم إطلاق النار وقع بعد صلاة المساء. وذكرت «العربية» أن «الآلاف» احتجوا في ساحة مركزية (ساحة سعد الله الجابري) في حلب، وهي أكبر مظاهرة في المدينة حتى الآن، فضلا عن أحياء مختلفة من المدينة، قبل أن تهاجم قوات الأمن السكان المتجمعين هناك.

#### 18 أغسطس
دعت حكومات كندا، وفرنسا وألمانيا والمملكة المتحدة والولايات المتحدة، الأسد إلى الاستقالة للمرة الأولى. وسويسرا، على الرغم من سياسة الحياد، استدعت سفيرها وأدانت العنف. وأفادت أفاز عن غارات بعد الظهر على حي الرمل، فضلا عن القصف، بما في ذلك مسجد واحد على الأقل، في اللاذقية رغم مزاعم الأسد بأن العمليات الأمنية قد انتهت في اليوم السابق. وأبلغت اللجنة عن استمرار عمليات الاعتقال والأنشطة العسكرية في دير الزور، لكنها لم تبلغ عن إطلاق النار. وفي تقرير توثق الانتفاضة حتى 14 يوليو / تموز، وجدت الأمم المتحدة أن الحكومة السورية ربما ارتكبت جرائم ضد الإنسانية، ومارست أساليب من قبيل الإعدام بإجراءات موجزة، والتعذيب، واستخدام القوة العشوائية ضد المدنيين، والاعتقالات التعسفية.
ومن المقرر تنظيم مظاهرات ضخمة جديدة يوم الجمعة، وهذه المرة تحت عنوان يوم الجمعة من بدايات النصر.

#### 19 أغسطس – «جمعة بدايات النصر»
وقيل إن ما لا يقل عن 23 شخصا قتلوا في جميع أنحاء سوريا، حيث قتل 15 شخصا في محافظة درعا، وقتل اثنان في دوما وحرستا، و 6 قتلى في حمص. وقتل ستة من القتلى عندما اقتحمت قوات الأمن مسجد القرية في إنخل، كما ادعى نشطاء المعارضة. وتفيد التقارير أن حوالي 6 آلاف شخص في قضاء القدم، وهي إحدى ضواحي دمشق، هتفوا إلى الرئيس الأسد ليحاكموا أمام المحكمة الجنائية الدولية في لاهاي. حاولت قوات الأمن استخدام الغاز المسيل للدموع لتفريق الحشد، ولكن عندما فشلت، فتحوا النار بالذخيرة الحية، مما أدى إلى إصابة ما لا يقل عن خمسة، كما ادعى نشطاء وشهود. وقالت السيدة كاثرين اشتون، رئيسة الاتحاد الأوروبي للشؤون الخارجية، ان الاتحاد الأوروبي يقوم باستعدادات لحظر النفط السوري. ورفضت الحكومة الروسية الموقف الأكثر صرامة الذي تبناه الاتحاد الأوروبي والعديد من الدول الغربية، حيث قال شخصيات بارزة إن الأسد «يحتاج إلى مزيد من الوقت» لتنفيذ الإصلاحات الموعودة.

#### 20 أغسطس
ارتفع عدد القتلى في اليوم السابق إلى 34 قتيلا، وجدد الجيش السوري حصارا على حمص بدبابات الجيش، وأطلق النار على السكان المحليين لمنعهم من التجمع.

#### 21 أغسطس
وفي مقابلة مع وسائل الإعلام، قال الأسد إنه يريد متابعة الإصلاحات ومواصلة «الإرهابيين». وحذر الأسد من التدخل الأجنبي. وتوفي شخصان في حماة عندما فتحت شبهة النار عشوائيا على المدنيين في الشارع. تجمع المعارضة السورية في سوريا لإجراء محادثات حول إنشاء حكومة منافسة.

#### 22 أغسطس
مع استمرار الاحتجاجات، قالت الأمم المتحدة إن عدد القتلى بلغ 2,200 شخص. صوت مجلس الأمم المتحدة لحقوق الإنسان على إطلاق تحقيق في الجرائم ضد الإنسانية التي ارتكبتها الحكومة السورية، على الرغم من اعتراضات روسيا وجمهورية الصين الشعبية. زار فريق من الأمم المتحدة حمص لتقييم الوضع الإنساني هناك والتحقيق في مزاعم انتهاكات حقوق الإنسان من قبل السلطات السورية. وبعد وقت قصير من رحيلها، أفادت التقارير أن قوات الأمن فتحت النار على المتظاهرين في المدينة، مما أسفر عن مقتل أربعة أشخاص على الأقل، وفقا ل هيومن رايتس ووتش.

#### 23 أغسطس
في إسطنبول، تركيا، أعلن المجلس الوطني لسوريا أن «يمثل مخاوف ومطالب الشعب السوري». في جنيف، سويسرا، صوت مجلس حقوق الإنسان التابع للأمم المتحدة لإدانة الحكومة السورية على ردها على الانتفاضة. وقتل ما لا يقل عن 12 شخصا في محافظات إدلب وحماة وحمص، بحسب المنظمة العربية لحقوق الإنسان.

#### 24 أغسطس
وعلى الرغم من الغرض المعلن من المجلس الوطني في توحيد جميع جماعات المعارضة السورية، اشتكى ناشط من المعارضة التركمانية في سوريا من أن جماعته كانت مهمشة وقال إنه وغيره من الأتراك السوريين لم يدعوا إلى تشكيل المجلس، ومن ثم لم يمنحوا سوى وضع المراقب عند حضورهم. وقال مسؤول في الاتحاد الأوروبي ان الاتحاد الأوروبي من المحتمل ان يضع حظرا على النفط السوري خلال عشرة أيام. وأفاد المرصد السوري لحقوق الإنسان بأن امرأة تعرضت للتعذيب حتى الموت في غرب سوريا، في حين أفادت قناة الجزيرة أن ثلاثة مدنيين لقوا حتفهم وسط غارات في حمص، وقتل أحد المتظاهرين على يد قناصة ليلة أمس في نسيب، وقتل خمسة أشخاص في منطقة زراعية خارج حماة. وأعلنت المنظمة العربية لحقوق الإنسان أن عدد القتلى في ذلك اليوم هو 13 عاما، وأفادت عن إطلاق العديد من إطلاق النار على المتظاهرين في دير الزور وضواحي دمشق أيضا، في حين قالت اللجنة أن 17 شخصا على الأقل قتلوا في جميع أنحاء سوريا. وأصدرت وزارة الخارجية الروسية، بدعم من حكومة جمهورية الصين الشعبية، بيانا حث فيه المجتمع الدولي على عدم التدخل في الشؤون الداخلية السورية ".

#### 25 أغسطس
وأفيد أن خاطفي الكاريكاتير السياسي البارز علي فرزات قد اختطف وضرب من قبل مهاجمين مؤيدين للحكومة قبل إطلاق سراحهم بالقرب من مطار دمشق الدولي. كانت هوية مهاجميه غير واضحة، حيث عزا بعضهم الضرب إلى قوات الأمن السورية. وتقول بعض التقارير إن يديه قد كسرتا ك «تحذير» لثنيه عن الرسم. وقال سكان من اللاذقية ودير الزور إنهم سمعوا إطلاق نار بالقرب من منازلهم، كما قال رئيس المنظمة العربية لحقوق الإنسان. وقالت اللجنة ان الدبابات قصفت مرة أخرى دير الزور على مدار اليوم وان ما لا يقل عن 118 دبابة كانت في الشحيل إلى جنوب شرقى المدينة مباشرة. وذكرت وكالة الانباء العربية السورية التي تسيطر عليها الدولة ان ثمانية جنود بينهم ضابط في الجيش نصبوا لكمين وقتلوا في هجومين منفصلين قامت بهما «جماعات ارهابية مسلحة» في محافظة حمص بعد ظهر اليوم. وذكر التقرير ان سبعة جنود على الاقل اصيبوا بجراح في إحدى الهجمات عندما أطلق «ارهابيون» النار على حافلة عسكرية في تلبيسة. قدم الرئيس الإيراني محمود أحمدي نجاد انتقادا محسوسا للحكومة السورية للمرة الأولى، ودعا إلى حوار وطني في مقابلة تلفزيونية، قائلا: «عندما تكون هناك مشكلة بين الشعب وقادته، يجب أن يجلسوا معا للوصول إلى الحل، بعيدا عن العنف». المعارضة السورية مستعدة لإطلاق مظاهرات جماهيرية جديدة يوم الجمعة، وهذه المرة يطلق عليها اسم«الجمعة من الصبر والثبات».

#### 26 أغسطس – «جمعة الصبر والثبات»
وفي آخر يوم جمعة من شهر رمضان، احتج الآلاف على عدة مدن سورية، منها دمشق ودير الزور ودرعا ودوما وحماة وحمص وبلدات محافظة إدلب، كما ردت قوات الأمن على العديد من التجمعات المناهضة للحكومة بنيران حية، غاز مسيل للدموع. قتل 8 متظاهرين بين عشية وضحاها عندما هاجمت قوات الأمن مظاهرات في الشوارع، كما قال ناشطون. وقالت اللجنة إن ستة أشخاص أصيبوا في القصير بعد أن أطلقت قوات الأمن النار على المتظاهرين السلميين. وأفيد عن مقتل 3 متظاهرين على الأقل في دير الزور خلال النهار. وقتل متظاهر آخر في نوى، وادعى شهود عيان، وأخرى في مليها، وواحدة في قابون، وواحدة في البصرة، وواحدة في معرة النعمان. حمل العديد من المتظاهرين لافتات تهنئة الشعب الليبي على تقدمهم في الإطاحة بمعمر القذافي. وأكدت الدبابات قوات الأمن في العديد من الأماكن، وقال سكان المناطق الساخنة الاحتجاج.

#### 27 أغسطس
قبل الفجر، اندلعت احتجاجات في دمشق، في الضواحي وفي وسط المدينة. وأفاد شهود عديدون بأن مسجدا قد اقتحم في كفرسوسة، إحدى ضواحي دمشق، واحتج الآلاف على الحكومة، على الرغم من أن حشد من أنصار الحكومة أبدوا شعارات يهتفون دعما للأسد. وأفيد بأن عدة متظاهرين، فضلا عن إمام المسجد البالغ من العمر 80 عاما، أصيبوا بجراح. واستخدمت قوات الأمن النار الحية والغاز المسيل للدموع ضد المتظاهرين في ساحة مجاورة للمسجد، مما أدى إلى إصابة ما لا يقل عن خمسة أشخاص. كما احتج المئات على مزيد من الاحتجاجات في المعضمية، وهي ضاحية أخرى، وفي حي تيجانا الدمشقي. تم إحباط احتجاج مخطط في ساحة أباسين إلى حد كبير، على الرغم من أن نحو 60 متظاهرا تمكنوا من السير في الساحة قبل أن تفرقوا. وقال ناشطون ان أكثر من متظاهرين من دوما توجهوا إلى وسط دمشق على الرغم من ان المتظاهرين في ضاحية صقبا التقوا النار من قوات الأمن مما ادى إلى مقتل شخص واحد على الاقل. وقال وزير الخارجية الإيراني علي أكبر صالحي في رسالة إلى وزير الخارجية الإيراني علي أكبر صالحي ان «على الحكومة ان تستجيب لمطالب شعبها سواء سوريا أو اليمن أو دول أخرى». كما دعت الجامعة العربية الحكومة السورية إلى إنهاء حملتها. وقال ناشطون إن اثنين من المتظاهرين قتلا في اللاذقية والقصير.

#### 28 أغسطس

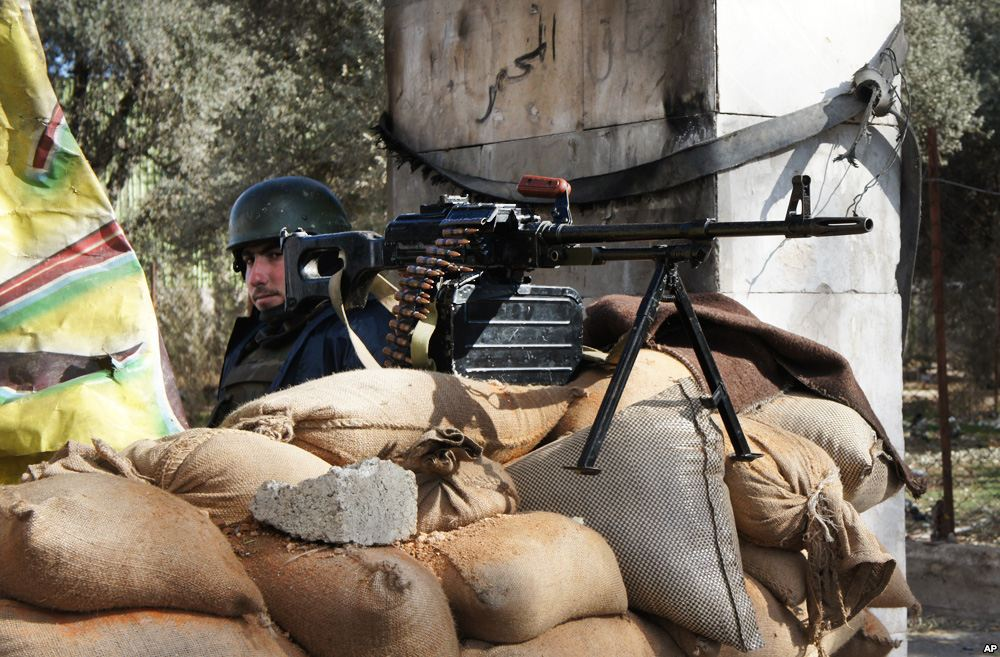
حاجز أمنى في دمشق.

وذكرت صحيفة «الشرق الأوسط» التي تتخذ من لندن مقرا لها، أن محمد رحال، رئيس المجلس الثوري لمجلس الأمن الليبرالي، قال إن المجلس قد خلص إلى أن «ما نخضع له اليوم هو مؤامرة عالمية لا يمكن أن تواجهها سوى انتفاضة مسلحة». وقال ان المجلس يعمل حاليا على توزيع الاسلحة على المتظاهرين من اجل مكافحة الحملة الامنية التي تقوم بها الحكومة. وانتقد الرد الدولي على الانتفاضة السورية قائلا: «مواجهة هذا الوحش تحتاج الآن إلى أسلحة خاصة بعد أن أصبح واضحا للجميع أن العالم يدعم الانتفاضة السورية فقط من خلال الخطب». وتوقع أن حركة الاحتجاج «سوف تتحول عنيفة قريبا جدا». وأفاد المرصد السوري لحقوق الإنسان أن خمسة متظاهرين قتلوا، من بينهم اثنان توفيا بجروح مميتة في اليوم السابق، وأصيب تسعة آخرون على الأقل. وأعلن سكان قدام عن قتال بين الجنود والمنشقين العسكريين الذين انضموا إلى المتظاهرين في ضاحية دمشق، على الرغم من أنه لم يتضح ما إذا كان أي شخص قد أصيب أو قتل في إطلاق النار. وزعمت حركة الضباط الأحرار «انشقاقات كبيرة» عن قوات الأمن السورية إلى جانب المتظاهرين في حرستا، إحدى ضواحي دمشق الأخرى، وقال إن عقيدا في سلاح الجو السوري كان متورطا في الشرطة السرية قد أصيب برصاصة في رأسه سقبا. وادعى البيان الشبيحة والقوات الموالية تسعى إلى المنشقين إلى وسط دمشق. وعلى الصعيد الدبلوماسي، قالت الجامعة العربية إنها سترسل الأمين العام ناريل العربي في مهمة إلى دمشق في محاولة عاجلة لإنهاء الأزمة، في حين رفضت الحكومة السورية بيان الجامعة العربية.

#### 29 أغسطس
وأفادت التقارير أن شخصا واحدا قتل في غارة على فجر قارة، إحدى ضواحي العاصمة، في حين قتل خمسة أشخاص وأصيب ما لا يقل عن 60 آخرين في سارمين، بمن فيهم طفل، عندما فتحت قوات الأمن النار أثناء قيامها بإقامة منزل من منزل إلى منزل عمليات البحث. وقال شهود عيان ان خمسة اشخاص اصيبوا بجروح في هيت بسوريا بالقرب من الحدود اللبنانية. أدت الحملة في هيت إلى دفع ما لا يقل عن عشرات السوريين إلى الفرار إلى شمال لبنان. وقال ناشط في حمص ل «بلومبرج نيوز» إن ما لا يقل عن 15 شخصا قتلوا وأصيب 400 آخرون بينما فرضت القوات السورية حصارا على المدينة، على الرغم من أنه لم يتسن تأكيد هذا العدد. ونقلت وكالة الانباء الفرنسية عن دبلوماسي مجهول ان الاتحاد الأوروبي وافق «مبدئيا» على حظر استيراد النفط السوري الذي من المحتمل ان يتم تنفيذه بنهاية الاسبوع. بعد لقاء المبعوث الروسي مع الأسد، أشارت موسكو إلى «عدم تغيير» في موقفها الداعي إلى إجراء إصلاحات في سوريا ولكن معارضة العقوبات أو غيرها من أشكال العمل الدولي. في الرستن، كانت هناك تقارير تفيد بأن عشرات الجنود المجندين من الجيش السوري ينقسمون إلى المعارضة، حيث تم الإبلاغ عن إطلاق نار كثيف وانقطاع التيار الكهربائي، وحاصرت قوة مدرعة كبيرة المدينة.

#### 30 أغسطس
في اليوم الأول من عيد الفطر، تظاهر الآلاف ضد الحكومة في درعا وحمص وضواحي دمشق. وقد فتحت قوات الأمن النار على المتظاهرين، مما اسفر عن مصرع مالا يقل عن تسعة. وقال ناشط، من بينهم صبي يبلغ من العمر 13 عاما، إن ستة منهم قتلوا في محافظة درعا. وأبلغت اللجنة أيضا عن غارات في الرستن واللاذقية والسانمين وقارة وقسيا وجبله والقامشلي. وأفيد بأن احتفالات العيد صامتة، حيث يزور العديد من السوريين قبور أحبائهم الذين قتلوا خلال الانتفاضة.

## وصلات خارجية
- Timeline: Syria unrest, الأهرام
- الخط الزمني للحرب الأهلية السورية أخبار متعلقة على موقع صحيفة الغارديان
- Live updates on Syria’s uprising at NOW Lebanon
- Syria protests (2011) collected coverage at نيويورك تايمز